# Rukbat
Rukbat (Alfa Sagittarii, α Sagittarii, α Sgr) è una stella di magnitudine apparente 3,95 della costellazione del Sagittario. Dista 182 anni luce dal sistema solare. 
Il nome Rukbat, a volte scritto come Rucbat, deriva dall'arabo Ar-Rukbah e significa "ginocchio" (del Sagittario). Un altro nome, sempre di derivazione araba, è Alrami, che significa "l'arciere".
Nonostante le sia stata attribuita la lettera α dell'alfabeto greco, è ben lungi dall'essere la più luminosa della costellazione, in quanto è solo la quindicesima in ordine di luminosità della costellazione del Sagittario. Non si conoscono gli esatti motivi per cui Johann Bayer, nel suo atlante stellare del 1603 l'Uranometria, le assegnò la lettera che, secondo le sue convenzioni, spettava alla più brillante della costellazione; ugualmente misteriosa è l'assegnazione della seconda lettera dell'alfabeto greco a Beta1 Sagittarii, dato che ha una luminosità simile a quella di Rukbat. Una possibile spiegazione è che, essendo la stella invisibile nell'Europa settentrionale, Bayer non l'abbia mai osservata direttamente e abbia mal interpretato un commento di Tolomeo a proposito della luminosità della stessa. Un'altra ipotesi è che la stella abbia diminuito la sua luminosità nel corso del tempo. Tuttavia, trattandosi di una stella di sequenza principale, quest'ultima spiegazione resta altamente improbabile.

## Osservazione
Posta alla declinazione di −40°, Rukbat è una stella dell'emisfero australe. Nell'emisfero boreale essa non può essere osservata a nord del 50º parallelo, il che esclude le regioni poste a nord della latitudine 50ºN. Diventa circumpolare solo alle latitudini più meridionali del 50°S, cioè solo nel continente antartico e nelle regioni più meridionali della Terra del Fuoco. La sua magnitudine pari a 3,95 le consente di essere scorta anche dai piccoli centri urbani, sebbene un cielo non troppo inquinato sia preferibile per la sua individuazione.

## Caratteristiche fisiche
Rukbat è una stella bianco-azzurra di sequenza principale di tipo spettrale B8V. Ha una massa oltre il triplo di quella del Sole ed un raggio 2,3 volte superiore, mentre la luminosità è 130 L⊙.
Un eccesso di radiazione infrarossa, scoperto dal satellite ROSAT, suggerisce la presenza di un disco circumstellare attorno a essa, simile a quello che circonda Vega.